# 松浦武
松浦 武（まつうら たけし、1924年 - ?）は、日本史学者、文芸評論家。旧姓・社本（しゃもと）。

## 来歴
愛知県生まれ。國學院大學文学部国史学科卒。名古屋市立保育短期大学助教授、名古屋市立短期大学教授、愛知工業大学教授。
松浦武の名で歴史研究、社本武の名で文芸評論を書く。豊田工業高等専門学校名誉教授・松浦由起（よしき、1950 - ）は息子。

## 著書
- 『日本小説の美意識』社本武 桜楓社 1980
- 『「孤独」の構造 日本近代小説作品論集』社本武 桜楓社 1984
- 『「日本の小説」創世記 日本文学史論』社本武 桜楓社 1987
- 『『武功夜話』検証 信長・秀吉戦跡実地踏査報告』新人物往来社 1996
- 『随筆色即是空』社本武 私家版 2004
- 『花鳥諷詠新論』社本武 角川書店 2006

### 共著
- 『表現学大系 各論篇 第11巻 近代小説の表現 3』寺本喜徳共著 教育出版センター 1989
- 『吉田家本長久手記』瀧喜義共校定 ブックショップ「マイタウン」 1990
- 『生駒家戦国史料集 尾張時代の織田信長・信雄父子を支えた一家』生駒陸彦共編 私家版 1993
- 『『武功夜話』研究と三巻本翻刻』松浦由起共著 おうふう 1995
- 『「武功夜話」検証 九州編』松浦由起共著 新人物往来社 1997